# Dättlikon
Dättlikon est une commune suisse du canton de Zurich.